# Міщенко Фросина Іванівна
Фросина Іванівна Міщенко (7 липня 1926, Новоселівка, Гайсинський р-н, Вінницької області — 30 серпня 2021) — українська майстриня художнього розпису та гончарного мистецтва, членкиня Національної спілки майстрів народного мистецтва України (1991) з квитком № 1, заслужена майстриня народної творчості України (1995).

## Життєпис

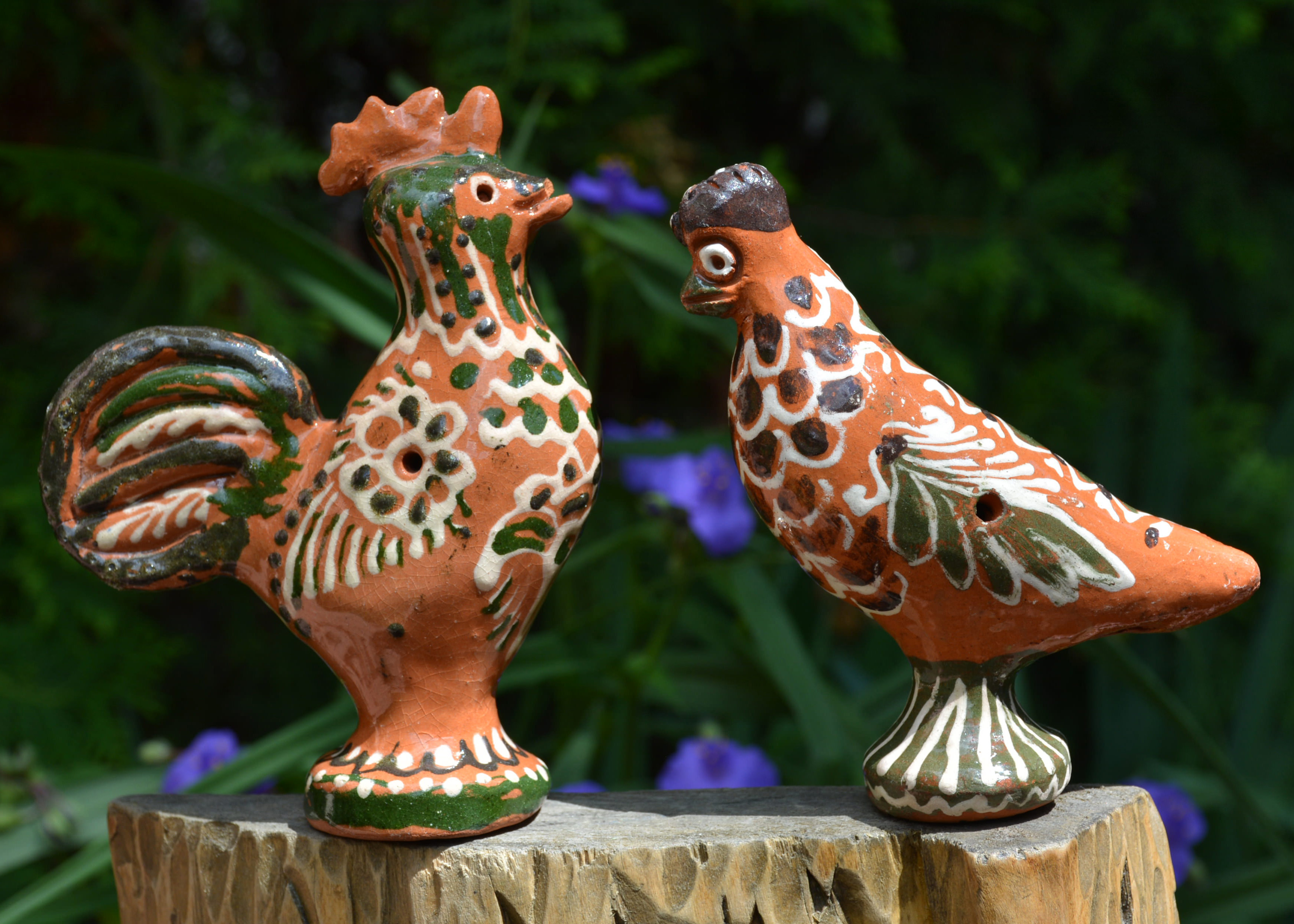
Керамічні півники Фросини Міщенко

Народилась Фросина Міщенко в селі Новоселівка, що на Гайсинщині Вінницької області, у бідній сільській сім'ї. Батько помер, коли Фросині виповнилося 2 роки. Мати, Тупчієнко Тетяна Агафонівна, працювала в колгоспі, і була рідною сестрою Якима та Якова Герасименків, відомих за межами України гончарів.
З семирічного віку Фросина потягнулася до малювання, маючи значні здібності. Виготовляла разом з мамою власні фарби з різних рослин, ягід, сажі та розмальовувала ними стіни новоселівських хат. А у голодному 1933-му році почала прилучатись до гончарного мистецтва дядьків Герасименків, від яких навчилася ремеслу. Фросина розмалювала не один десяток їхніх керамічних виробів.
У 12 років почала працювати у колгоспі в полі, а потім з 1944 по 1947 роки — на цукровому заводі, куди за рекомендацією колгоспу її направили на роботу.
З 1947 року дядьки взяли Фросину ученицею в гончарню, де вона навчалася роботі з глиною, розписувала роботи на виставки.
У 1948 році Міщенко вже самостійно виготовляла посуд, іграшки. За те, що пішла з колгоспу працювати в гончарну майстерню, була засуджена до 6 місяців примусової праці. Втекла до Молдавії, але бідуючи мусила повернуся додому та відпрацювати півроку.
Потім знову повернулася до гончарної справи. З початку 1950-х почала брати участь у виставках народної творчості, за участь у яких завжди мала відзнаки та нагороди.

У 1958 році для бубнівської артілі гончарів настали скрутні часи: чиновникам підприємство видалося нерентабельним. В цей час Фросині Міщенко довелося іти працювати в ланку у полі. І лише коли випадала вільна хвилина, виготовляла і розписувала декоративний посуд, скульптурки, іграшки.

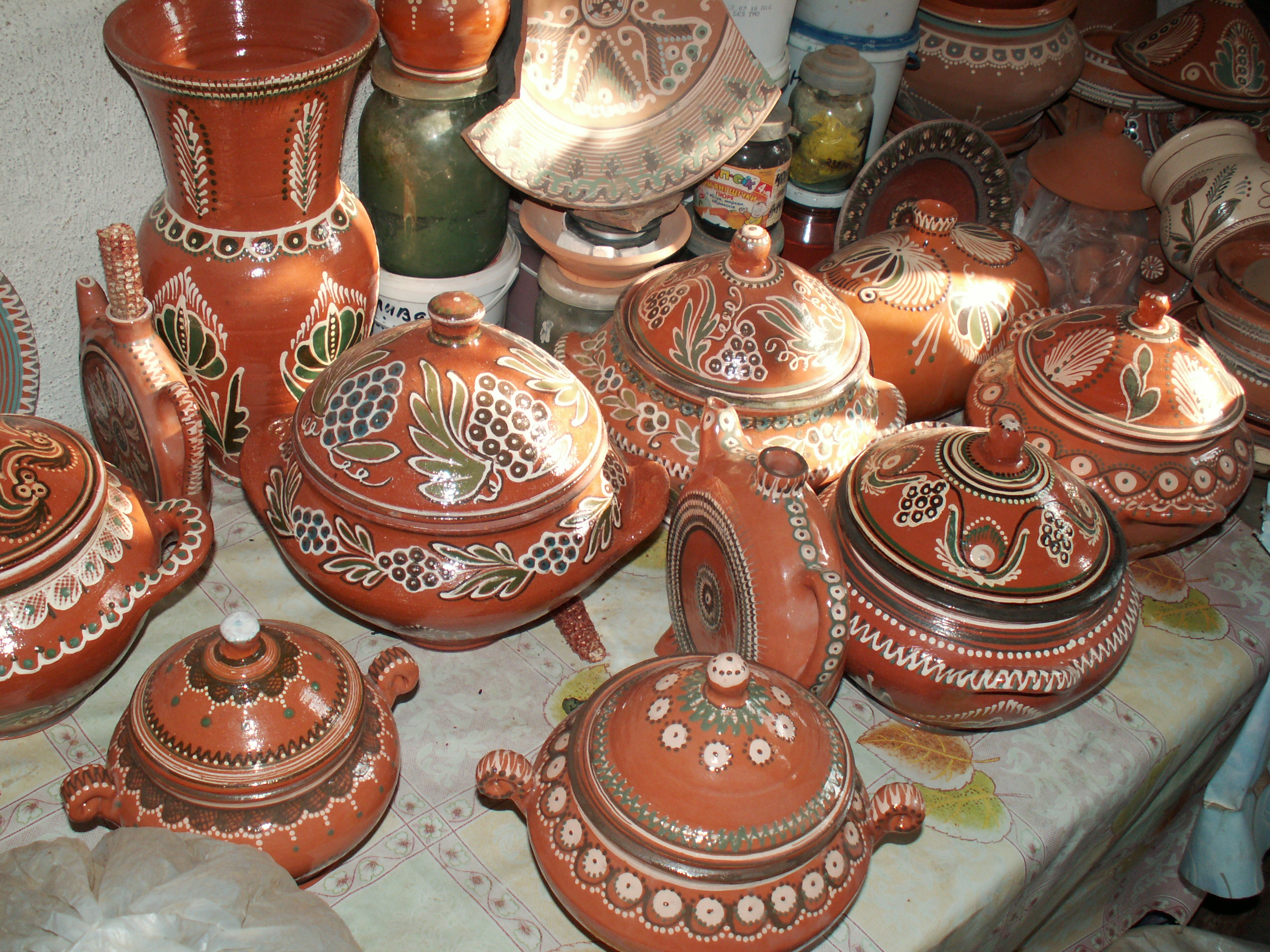
Бубнівська кераміка

У 1959 році артіль перестала існувати. Під тиском громадськості та майстрів у 1969 році в Бубнівці знову почала діяти експериментальна гончарня Тростянецького промислового комбінату, до якої повернулася Фросина Міщенко та працювала тут до 1983 року. Як досвідчена мисткиня, докладала зусиль для збереження мистецьких здобутків, самобутності подільського промислу. ЇЇ глиняні вироби — це глечики, макітри, полумиски, горнятка, гладущики, куманці, свистульки, баранці та півники, розписані буйним рослинним орнаментом, чудернацькими птахами й звірами, оригінальними сюжетами і вирішеннями.
Багато з найкращих творів майстрині поповнили колекції музеїв Вінниці, Львова, Києва. Високу оцінку її творчості дали поціновувачі з Німеччини, Канади, Чехословаччини та інших країн.
Любить Фросина Міщенко і народні пісні та оповідки.

## Спадок
У 1969 році з ініціативи Фросини Міщенко при бубнівській гончарні було створено школу, в якій навчалися близько 20 переважно сільських дівчат.
Міщенко навчила гончарному мистецтву 15 майстринь. Пишається своїми двома ученицями — Тетяною Шпак, заслуженою майстринею народної творчості України, та Валентиною Живко, які разом з нею брали участь у Всеукраїнському семінарі з питань народного мистецтва, що відбувався у 1988 році в місті Седневі Чернігівської області.
Нині в селі Новоселівка діє музей-садиба братів Герасименків, де директоркою є Тетяна Шпак. В експозиції музею є унікальні керамічні вироби Фросини Міщенко.
У Міщенко навчались гончарному ремеслу: Тетяна Дмитренко, Людмила Філінська, Вікторія Ніколаєва, Михайло Діденко, а також Василь і Наталя Рижі, які нині допомагають Фросині Міщенко у випалі її виробів .
У 1995 році за підтримки Національної спілки майстрів народного мистецтва України було створене виробничо–художнє об’єднання "Бубнівська кераміка", де працювали Тетяна Дмитренко та Валентина Живко.

## Виставки
Роботи Фросини Міщенко експонуються на різних районних, обласних та всеукраїнських виставках народного мистецтва у Вінниці, Києві, Полтаві від 1948 року. Деякі із них зберігаються у Вінницькому художньому та краєзнавчому музеях.
Учасниця щорічних пленерів гончарного мистецтва «Освячені горном» .
Вироби були представлені на творчому звіті — «Мистецтво одного села» в «Українському домі».
8 липня 2016 року з нагоди 90-річчя Фросини Міщенко в селі Бубнівка Гайсинського району відбулося урочисте закриття Вінницького обласного пленеру гончарного мистецтва.

## Нагороди
Фросина Міщенко удостоєна численних нагород за вагомий внесок у розвиток гончарного мистецтва.
Нагороджена почесними грамотами Міністерства культури України, Національної спілки майстрів народного мистецтва України, Вінницької облдержадміністрації, обласної Ради, управління культури і мистецтв облдержадміністрації, подяками обласного центру народної творчості та відділу культури і туризму Гайсинської райдержадміністрації.
Неодноразово удостоєна Президентської премії.

## Основні роботи
- Зооморфна посудина «Баранець» (1991; 1999);
- свищики — «Коник» (1998), «Пташечка» (1998; 1999), «Жінка-пташка»;
- іграшка «Кінь із вершником»;
- серія «Писанки» (усі — 1999).